# Élections municipales de 2009 à Los Angeles
Les élections municipales de 2009 à Los Angeles se sont tenues le 3 mars 2009 afin d'élire le maire. Le maire sortant,  Antonio Villaraigosa est réélu. Il obtient dès le 1er tour les 50 % nécessaire pour être élu.